# 阿薩姆棱背龜
阿薩姆棱背龜（學名：Pangshura sylhetensis）是小棱背龜屬下的一種龜。發現於阿薩姆邦的布拉馬普特拉河-梅克納河流域及孟加拉國東部。

## 特征

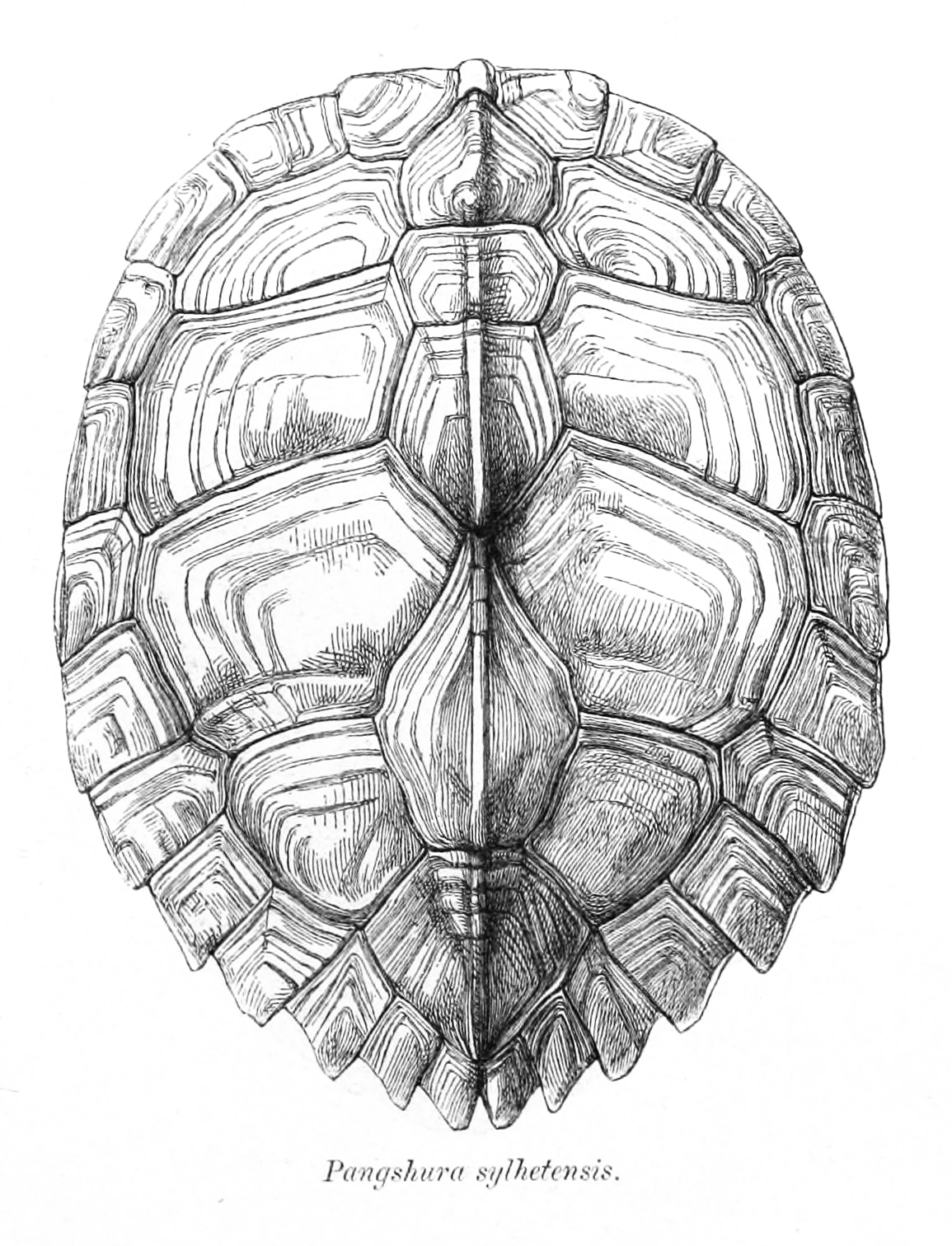
甲殼

它背殼呈發褐的橄欖綠色，有26塊缘角板，成年個體長可達20.5釐米，但平均為16釐米。

## 繁殖
在原產地，它在10月末至2月間的乾燥、寒冷季節繁殖，每次產6–12枚卵，3月至4月間孵化。在氣溫較低時會出現六到八週的滞育期。

## 外部連結
- TIGR Reptile Database上的Kachuga sylhetensis